# Živalska olimpijada
Živalska olimpijada je pravljica slovenske pisateljice, pesnice in vsestranske umetnice Svetlane Makarovič. Izšla je pod okriljem Mladinske knjige leta 1976, ilustracije pa je prispeval Gorazd Vahen.

## Vsebina
Nekoč je medved zbranim gozdnim živalim v Zahribju razlagal o športnih olimpijadah, ki jih prirejajo ljudje. Pejšnjo noč mu je namreč v glavo šinila ideja, da bi se tudi sami udeležili olimpijade, saj nikjer ne piše, da živali nimajo pravice nastopati. Medveda je med razlago zmotila zvedava miš, a mu je vseeno uspelo do konca razložiti idejo, da bi se gozdne živali iz Zahribja pomerile na olimpijadi. Živali so bile naravnost navdušene. Vsi zainteresirani so se postavili v vrsto in vsak je lahko izrazil željo v kateri disciplini bi se rad pomeril. Ker so nekatere živali precenile svoje sposobnosti, jim je medved svetoval glede izbire discipline, ki bi vsakemu posamezniku najbolj ustrezala. Sporazumno so se odločili nekako takole. Hrček smrček se bo pomeril v namiznem tenisu, jazbec bo kegljal, miš bo talna telovadka, merjasec bo dvigoval uteži, divja mačka bo rokoborka, zajec bo tekač na dolge proge, njegovi bratje bodo sestavljali nogometno moštvo, srne bodo tekle na kratke proge, medved pa bo boksar. Tako so živali pridno začele vaditi vsaka svojo disciplino, medved pa je poslal prijavo odgovornim za olimpijado, ki se bo odvijala prihodnje leto v mestu Piciland na Proleškem. Dobili so odgovor naj se zglasijo en dan pred začetkom Olimpijskih iger. Živali so še naprej pridno trenirale in včasih šle tudi preko svojih zmožnosti, saj jih je naprej gnala močna želja po nastopu na olimpijadi. Nastopil je dan olimpijade. Robot Dolfe, ki prijavljene razporeja na razpisana mesta, se je en teden pred začetkom olimpijade zaljubil v robotko Lili in je vse kandidate narobe razvrstil. Tako se nobena od živali ni mogla dokazati v svoji panogi, saj so bile dodeljene na naključno izbrana mesta, kjer so doživele prave muke. Tako je miška prestrašeno cvilila v boksarskem ringu, srna se je znašla na nogometnem igrišču in ni nič razumela, hrček je zmeden čakal na skok s palico, divja mačka je bila porinjena v bazen, nogometno moštvo so nagnali na skakalnico, da bi skakali v bazen, zajec je dvigoval uteži, merjasec je nastopal na gredi, medved pa je neuspešno lovil ravnotežje na ledeni ploskvi in se otepal drsalk. Kljub opozarjanju, da se je Dolfe zmotil pri razporejanju jim nihče ni verjel. Šele ko so redarji ugotovili, da je Dolfe pijan, so vsem omogočili, da so se dokazali v izbranih disciplinah. Živali so naravnost blestele in zmagale v vseh panogah na olimpijadi. V Zahribje so se vrnile s polno medalj, pokalov, priznanj... Tekmovale pa niso več. Saj so vedele, da so boljše od ljudi.

## Literarni liki
- Medved nekoliko grobo miški že na začetku same pravljice pravi, da je tečna in da se povsod umešava. Je malo robat a vseeno mehkega srca, kot pisateljica v knjigi tudi sama omeni. Domisli se samega tekmovanja, živalim deli napotke za vadbo in jim pomaga izbrati primerno disciplino.
- Miška je takoj želela vedeti vse o olimpijadi še preden je medved predstavil celotno idejo, da bi se gozdne živali udeležile olimpijade. Zajoka, ko ji medved zabrusi, da je tečna. V dialogu z veverico pa se postavi zase da bo tekmovala v talni telovadbi.
- Zajec, jazbec, srna, veverica, hrček, vidra, merjasec in ostale gozdne živali

## Kraj in čas dogajanja
- Kraj dogajanja: Zahribjanski gozd, mesto Piciland na Proleškem
- Čas dogajanja: nekoč, v času Olimpijade